# Unserer Lieben Frau (Kalling)

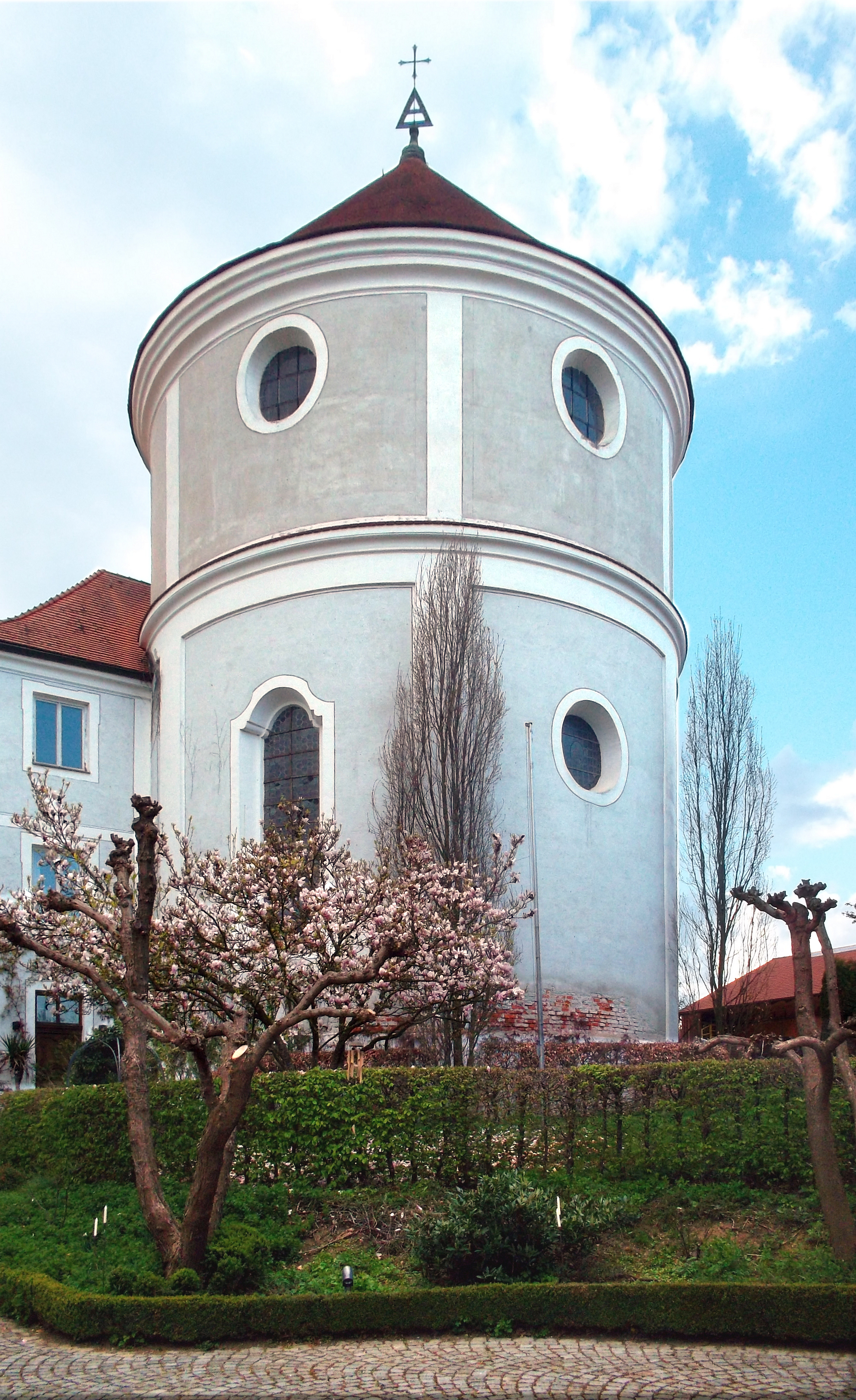
Kapelle Unserer Lieben Frau in Kalling

Die römisch-katholische Kapelle Unserer Lieben Frau steht in Kalling, einem Gemeindeteil der Stadt Dorfen im oberbayerischen Landkreis Erding und ist die Kapelle von Schloss Kalling. Sie ist denkmalgeschützt und wird in der Liste der Baudenkmäler in Dorfen unter der Nr. D-1-77-115-65 geführt.

## Beschreibung
Die Kapelle ist eine um 1720 gebaute Rotunde, deren Entwurf Dominik Gläsl zugeschrieben wird. Die zwei Geschosse des Zentralbaus sind durch ein Gurtgesims unterteilt und mit Lisenen gegliedert. Darauf sitzt ein Kegeldach.
Der Hochaltar aus der Erbauungszeit mit einem Altarretabel, auf dem die Gottesmutter Maria als Unbefleckte Empfängnis dargestellt ist, wird Johann Sebastian Degler zugeschrieben. Auf dem Seitenaltar steht eine Pietà, die von den Assistenzfiguren des Josef von Arimathäa und des Longinus flankiert wird.